# Episodi di Non lasciamoci più (prima stagione)
La prima stagione della serie TV Non lasciamoci più andò in onda in prima visione su Rai 1 nel 1999.
| Episodio | Titolo                   | Prima TV Italia   | Telespettatori | Share  |
| -------- | ------------------------ | ----------------- | -------------- | ------ |
| 1        | Separazione con cane     | 19 settembre 1999 | 5 855 000      | 25,88% |
| 2        | La Rosa del deserto      | 26 settembre 1999 | 6 076 000      | 26,23% |
| 3        | Un caso di famiglia      | 3 ottobre 1999    | 6 059 000      | 25,27% |
| 4        | Un motivo per continuare | 11 ottobre 1999   |                |        |
| 5        | Un regalo dal passato    | 17 ottobre 1999   |                |        |
| 6        | Di fronte all'amore      | 24 ottobre 1999   | 6 745 000      | 26,34% |